# تومي صامويلسون
تومي صامويلسون (بالسويدية: Tommy Samuelsson)‏ هو لاعب هوكي الجليد سويدي، ولد في 12 يناير 1960 في دغرفوش في السويد.

## وصلات خارجية
- تومي صامويلسون على موقع EliteProspects.com (الإنجليزية)
- تومي صامويلسون على موقع Eurohockey.com (الإنجليزية)
- تومي صامويلسون على موقع HockeyDB.com (الإنجليزية)
- تومي صامويلسون على موقع أوليمبيديا (الإنجليزية)
- تومي صامويلسون على موقع اللجنة الأولمبية السويدية (السويدية)